# Зосима (иеромонах)
Иеромона́х Зоси́ма — иеродиакон и позже иеромонах Русской православной церкви, путешественник на Святую землю, автор сочинения «Книга глаголемая Ксенос, сиречь Странник диакона Зосима о пути иерусалимском до Царяграда и до Иерусалима», или «Хождение инока Зосима».
Зосима, по-видимому, принадлежал к братии Троице-Сергиева монастыря. В 1414 году он посетил впервые Царьград, сопровождая княжну Анну Васильевну, помолвленную с Иоанном, сыном императора Мануила II Палеолога.
Весной 1419 года Зосима вторично предпринял путешествие на Восток, посетил Афон, острова Хиос, Патмос и 7 апреля 1420 года достиг Иерусалима. В своем «Страннике» он подробно описал достопримечательности Святого града.
«Странник» Зосима издан в «Сказаниях русского народа» Ивана Сахарова  и в «Православном палестинском сборнике» .